# John Ostrom
John Harold Ostrom (18. února 1928 – 16. července 2005) byl americký paleontolog, který stál u prvních převratných změn v pohledu na dinosaury na přelomu 60. a 70. let (tzv. Dinosauří renesance).

## Význam a odkaz
Ostrom jako první vyslovil domněnku, že dinosauři byli v mnoha ohledech více podobní aktivním, teplokrevným ptákům než pomalým a studenokrevným plazům. Ostrom zkoumal známého srpodrápého teropoda (masožravého dinosaura) rodu Deinonychus ze souvrství Cloverly a srovnával ho s prvním praptákem rodu Archaeopteryx, přičemž si všiml nápadně velkého množství společných znaků mezi dravými dinosaury a ptáky (dnes už víme jistě, že ptáci jsou potomky dinosaurů). Jako jednomu z prvních paleontologů ho napadlo, že dinosauři byli teplokrevní. Ostromovi dal v roce 1996 za pravdu i objev prvního opeřeného dinosaura v oblasti Liao-ning v Číně. Dnes již víme, že dinosauři byli teplokrevní, mnohdy inteligentní a agilní tvorové, nikoliv „omyly evoluce“, jak je dříve věda viděla. K novému pohledu na ně přispěli právě vědci jako Ostrom, Robert T. Bakker a další.

## Ocenění
V roce 2017 byl po tomto vědci pojmenován nový rod teropodního dinosaura, považovaného původně za exemplář archeopteryxe, Ostromia crassipes. Jeho jméno nesou také dva další druhy teropodů, Utahraptor ostrommaysorum a Rahonavis ostromi.